# Rembowo (województwo warmińsko-mazurskie)
Rembowo – wieś w Polsce położona w województwie warmińsko-mazurskim, w powiecie nidzickim, w gminie Janowo.
Wierni kościoła rzymskokatolickiego należą do parafii św. Rocha w Janowie.
W latach 1975–1998 miejscowość położona była w województwie olsztyńskim.